# 庫爾約赫峰

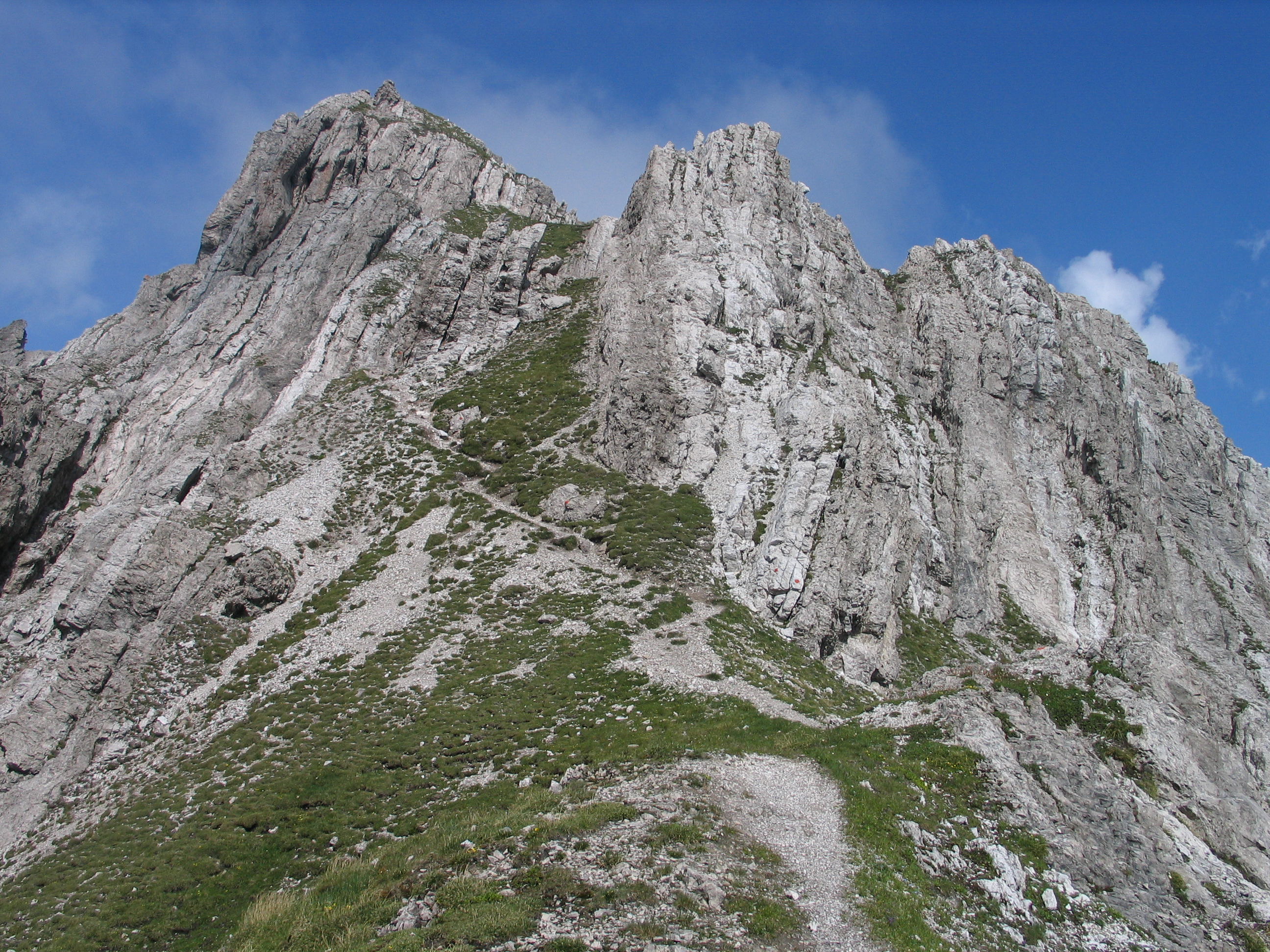

47°18′53″N 11°16′17″E / 47.31472°N 11.27139°E
庫爾約赫峰（德語：Kuhljochspitze），是奧地利的山峰，位於該國西部，由蒂羅爾州負責管轄，屬於卡爾文德爾山脈的一部分，海拔高度2,297米，人類在1886年5月23日首次登頂。